# Fayette (Mississippi)
Fayette è una città (city) degli Stati Uniti d'America, capoluogo della contea di Jefferson, nello Stato del Mississippi.